# Revilla Vallejera
Revilla Vallejera és un municipi de la província de Burgos a la comunitat autònoma de Castella i Lleó. Forma part de la comarca d'Odra-Pisuerga. Limita amb Palenzuela, Revilla, Vizmalo i Villodrigo

## Demografia
| 1991 | 1996 | 2001 | 2004 |
| ---- | ---- | ---- | ---- |
| 186  | 183  | 128  | 119  |